# Chris Schulz

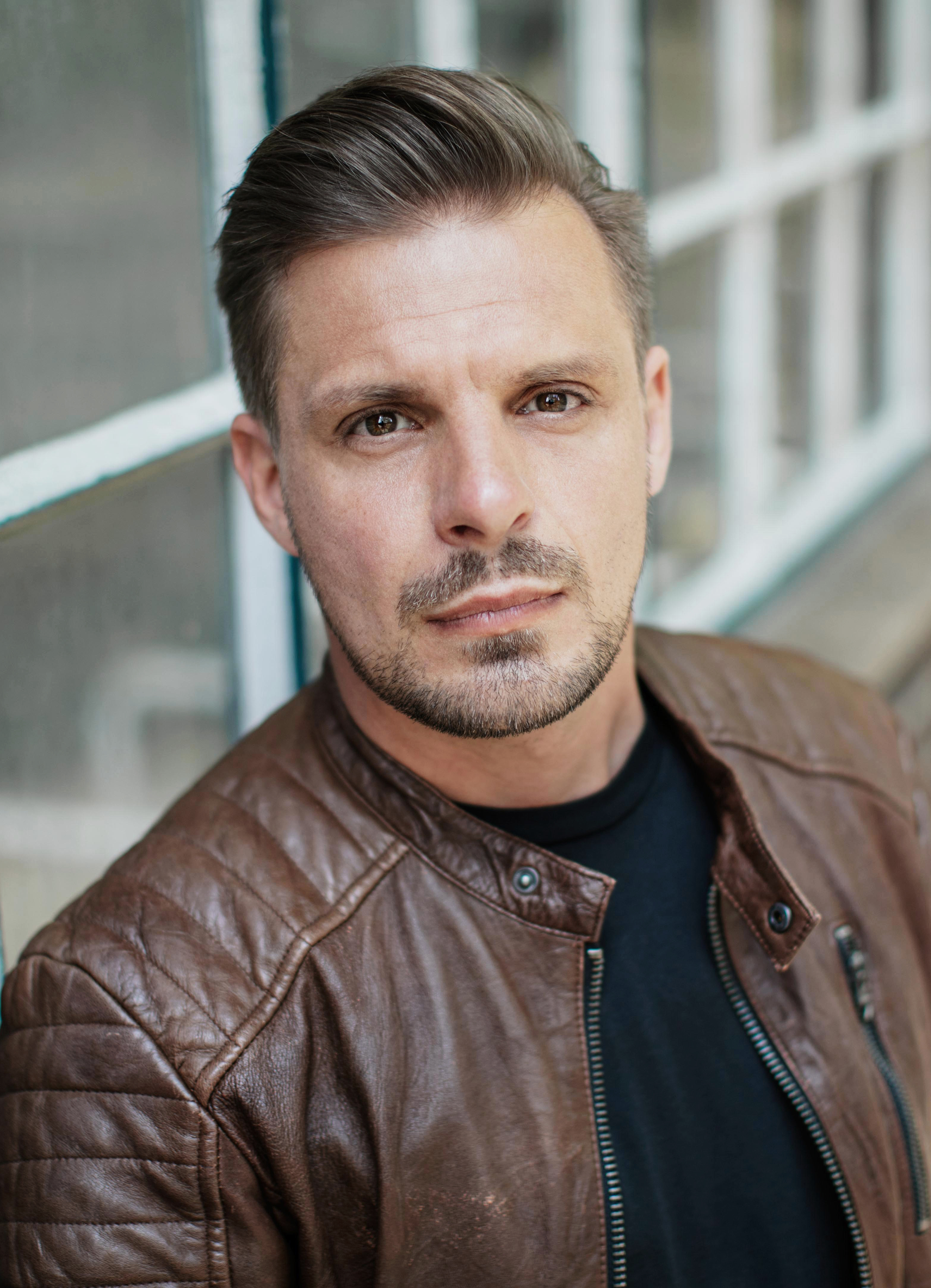
Chris Schulz

Chris Schulz (* 7. Juli 1984 in Moers) ist ein deutscher Schauspieler und Musicaldarsteller.

## Leben
Chris Schulz wurde in Moers geboren und wuchs in Hamburg-Harburg auf. Im Alter von sechs Jahren zog er mit seiner Mutter nach Moers zurück. Er beendete die Schulbildung mit dem Fachabitur und absolvierte danach den Zivildienst. Im August 2007 begann er eine Schauspielausbildung an der Kölner Schauspielschule „Schauspiel Zentrum“, welche er unter der Leitung von Schauspieler Arved Birnbaum im Januar 2011 mit Diplom abschloss. Seit 2007 wohnt er in Köln.
Seine erste große Nebenrolle erhielt Chris Schulz im Jahr 2006 in dem Kinofilm „Crash Kids – Trust No One“ unter der Regie von Raoul W. Heimrich, wo er den quirligen Insassen Timmy in einer Jugendbesserungsanstalt verkörperte. Nach seiner Schauspielausbildung folgten Rollen in den TV-Serien Unter uns, Der Lehrer, Rabenmütter und viele mehr. Außerdem gab er im Jahr 2011 sein Debüt als Musicaldarsteller in den Musical Shows im Movie Park Germany. Es folgten seitdem weitere Produktionen wie z. B. „Das Phantom der Oper“, „Drei Haselnüsse für Aschenbrödel“ und „Sommernachtstraum – Das Musical“.
Am 2. September 2022 veröffentlichte Chris Schulz seine Debütsingle „Einfach frei“, welche in Zusammenarbeit mit Pulsschlag Music entstanden ist. Das dazugehörige Musikvideo wurde in Köln gedreht und Ekaterina Kalugina, u. a. bekannt von Let’s Dance, ist als Tänzerin mit dabei. Zudem trat Chris Schulz mit diesem Song erstmals in der Silvestershow „Schlager in der Manege“ auf dem TV-Sender Sonnenklar.TV auf.

## Filmografie (Auswahl)
- 2004: Trautes Heim
- 2004: Titanikchen
- 2005: Verbotene Liebe
- 2005: Road Rip
- 2006: Crash Kids – Trust No One
- 2006: Aktenzeichen XY
- 2006: Unter Uns
- 2009: SOKO Köln
- 2008: Absolute Diskretion
- 2015–2017: Der Lehrer
- 2015: Anwälte der Toten
- 2017: Bad Banks
- 2018: Heute-show
- 2018: Rabenmütter
- 2018: Bettys Diagnose
- 2021: Living Like Candice

## Musical (Auswahl)
- 2011–2014: Movie Park Germany
- 2011–2013: Simsala Grimm – Das Märchen-Musical
- 2013/2017: Ein Sommernachtstraum – Das Musical
- 2014–2016: Drei Männer allein zu Haus
- 2017–2020: Das Phantom der Oper

## Theater (Auswahl)
- 2003: Die Winterreise
- 2007: Furcht und Elend im Dritten Reich
- 2008: Der kleine dicke Ritter
- 2008: Roberto Zucco
- 2009–2010: Die Weber
- 2010–2011: Die Grönholm Methode
- 2011–2012: Arsen und Spitzenhäubchen
- 2013–2016: Mord im Varieté

## Diskografie
- 2022: Einfach frei